# Olena Kryvytska
Olena Serhivna Kryvytska (en ucraniano: Олена Сергіївна Кривицька; Rostov del Don, 23 de febrero de 1987) es una deportista ucraniana que compite en esgrima, especialista en la modalidad de espada.
Ganó tres medallas de bronce en el Campeonato Mundial de Esgrima entre los años 2015 y 2019, y una medalla de oro en el Campeonato Europeo de Esgrima de 2025.
Participó en cuatro Juegos Olímpicos de Verano, entre los años 2012 y 2024, ocupando el octavo lugar en Londres 2012, el octavo en Río de Janeiro 2016 y el sexto en París 2024, en el torneo por equipos.

## Palmarés internacional
| Campeonato Mundial | Campeonato Mundial | Campeonato Mundial | Campeonato Mundial |
| Año                | Lugar              | Medalla            | Prueba             |
| ------------------ | ------------------ | ------------------ | ------------------ |
| 2015               | Moscú (Rusia)      | Medalla de bronce  | Espada por equipos |
| 2017               | Leipzig (Alemania) | Medalla de bronce  | Espada individual  |
| 2019               | Budapest (Hungría) | Medalla de bronce  | Espada individual  |
| Campeonato Europeo |                    |                    |                    |
| Año                | Lugar              | Medalla            | Prueba             |
| 2025               | Génova (Italia)    | Medalla de oro     | Espada por equipos |